# Coutre
Pour les articles homonymes, voir Coutre (agriculture).
Un coutre désigne un outil tranchant.

## Menuiserie
En menuiserie, le coutre est un outil de fer acéré dont le tranchant est sur la longueur et à deux biseaux. Il sert à tailler le bois brut en échalas pour la réalisation des treillages. Il appartient à la classe des outils des outils à lancer, c'est-à-dire qu'il faut lui donner une impulsion pour qu'il puisse couper le fil du bois. Les modèles les plus connus ont une extrémité en queue d'hirondelle.